# Le porte dell'oceano
Le porte dell'oceano (People of The Sea, conosciuto anche come Dolphin Island: A Story of the People of the Sea), edito in italiano anche come Il popolo del mare, è un romanzo di fantascienza del 1963 dello scrittore britannico Arthur C. Clarke.
È stato pubblicato in italiano per la prima volta nel 1965.

## Trama
A metà del XXI secolo Johnny Clinton, orfano ed allevato a Brisbane, in Australia, dagli zii con cui non ha un buon rapporto, approfitta dell'avaria di una nave da trasporto (le navi sono in pratica dei treni merci che viaggiano per il mondo, per terra e per mare) per imbarcarsi come clandestino. La nave affonda al largo dell'Australia e riesce a salvarsi solo grazie all'aiuto di alcuni delfini, che accompagnano la sua zattera improvvisata fino all'Isola dei Delfini.
Qui incontra il prof. Kazan e il coetaneo Mick. Kazan effettua da molto tempo, e con esito positivo, esperimenti per apprendere il linguaggio dei delfini. Johnny dimostra subito di avere grande empatia con i delfini e viene coinvolto a tempo pieno nel progetto.
Un giorno un terribile tifone sconvolge l'isola, interrompendo ogni contatto con il resto del mondo. Per poter curare i feriti, Johnny convince i delfini a trasportarlo su un canotto fino alle coste dell'Australia e riesce a salvare gli abitanti dell'isola.
Il prof. Kazan convince Johnny a non tornare più dai suoi parenti e ad iscriversi all'università per collaborare al massimo delle sue potenzialità con il progetto.

## Edizioni
Il romanzo è stato pubblicato nel febbraio 1965 nel numero 373 della collana Urania, copertine disegnata da Karel Thole, nel maggio 1972 numero 4 della collana Oscar ragazzi, illustrazione della copertina di Guido Bertello e nel maggio 1979 nel numero 26 della collana Classici Fantascienza della Arnoldo Mondadori Editore, copertine disegnata da Karel Thole.
- Arthur C. Clarke, Dolphin Island: A Story of the People of the Sea, 1963.
- Arthur C. Clarke, Le porte dell'oceano, collana Urania n° 373, Arnoldo Mondadori Editore, 1965.
- Arthur C. Clarke, Il popolo del mare, traduzione di Bianca Russo, collana Oscar ragazzi n° 4, Arnoldo Mondadori Editore, 1972.
- Arthur C. Clarke, Le porte dell'oceano, traduzione di Bianca Russo, collana Classici Fantascienza n° 26, Arnoldo Mondadori Editore, 1979,  p. 133.
- Arthur C. Clarke, Le porte dell'oceano, traduzione di Bianca Russo, collana Urania Collezione n° 204, Arnoldo Mondadori Editore, 2019.